# Jonathan Clauss
Jonathan Clauss, (Troyes, 25 de setembro de 1992), é um futebolista francês que atua como meia direita. Atualmente joga pelo Nice.

## Carreira

### Início de carreira
Um produto de longa data da academia da Strasbourg, Clauss passou anos nas divisões inferiores da França e da Alemanha antes de assinar um contrato com a Quevilly-Rouen na Ligue 2 para a temporada 2017–18. Ele fez sua estreia profissional pelo clube na derrota por 3–2 para o Châteauroux em 8 de setembro de 2017, na qual deu assistência um dos gols de sua equipe.

### Arminia Bielefeld
Em agosto de 2018, Clauss ingressou no 2. Bundesliga lado Arminia Bielefeld depois de testar com o lado.

### Lens
Em maio de 2020, L'Équipe relatou que Clauss deixaria Bielefeld após o término de seu contrato no verão e retornaria à França depois de assinar um contrato de três anos com Lens, recém-promovido a Ligue 1. Aos 28 anos, ele fez a primeira aparição na primeira divisão de sua carreira. No final da temporada 2020–21, ele foi incluído na Ligue 1 Trophées UNFP du football pelo (UNFP).

### Marseille
Em 20 de julho de 2022, Clauss assinou com  o Marselha. A taxa de transferência a ser paga ao Lens foi de € 9 milhões.

## Carreira internacional
Em março de 2022, aos 29 anos, Clauss foi convocado pela primeira vez para a Seleção da França quando o técnico Didier Deschamps o selecionou para o amistoso contra Costa do Marfim e África do Sul. Ele fez sua estreia em 25 de março com uma vitória por 2 a 1 sobre o time anterior .

## Estatísticas

### Clube
- Atualizado até 26 de junho de 2024

| Clube                  | Temporada                  | Liga                       | Liga      | Liga | Copa      | Copa | Continental | Continental | Outros    | Outros | Total     | Total |  |
| Clube                  | Temporada                  | Divisão                    | Aparições | Gols | Aparições | Gols | Aparições   | Gols        | Aparições | Gols   | Aparições | Gols  |  |
| ---------------------- | -------------------------- | -------------------------- | --------- | ---- | --------- | ---- | ----------- | ----------- | --------- | ------ | --------- | ----- |  |
| SV Linx                | 2013–14                    | Verbandsliga Südbaden      | 31        | 5    | —         | —    | —           | —           | —         | —      | 31        | 5     |  |
| SV Linx                | 2013–14                    | Oberliga Baden-Württemberg | 2         | 1    | —         | —    | —           | —           | —         | —      | 2         | 1     |  |
| SV Linx                | 2014–15                    | Verbandsliga Südbaden      | 29        | 9    | —         | —    | —           | —           | —         | —      | 29        | 9     |  |
| SV Linx                | Total                      | Total                      | 62        | 15   | —         | —    | —           | —           | —         | —      | 62        | 15    |  |
| Raon-l'Étape           | 2015–16                    | CFA                        | 24        | 0    | 1         | 0    | —           | —           | —         | —      | 25        | 0     |  |
| Avranches              | 2016–17                    | Championnat National       | 30        | 1    | 5         | 1    | —           | —           | —         | —      | 35        | 2     |  |
| Avranches II           | 2016–17                    | CFA 2                      | 2         | 0    | —         | —    | —           | —           | —         | —      | 2         | 0     |  |
| Quevilly-Rouen         | 2017–18                    | Ligue 2                    | 29        | 1    | 0         | 0    | —           | —           | —         | —      | 29        | 1     |  |
| Quevilly-Rouen II      | 2017–18                    | Championnat National 3     | 1         | 0    | —         | —    | —           | —           | —         | —      | 1         | 0     |  |
| Arminia Bielefeld      | 2018–19[carece de fontes?] | 2. Bundesliga              | 28        | 3    | 1         | 0    | —           | —           | —         | —      | 29        | 3     |  |
| Arminia Bielefeld      | 2019–20[carece de fontes?] | 2. Bundesliga              | 34        | 5    | 2         | 0    | —           | —           | —         | —      | 36        | 5     |  |
| Arminia Bielefeld      | Total                      | Total                      | 62        | 8    | 3         | 0    | —           | —           | —         | —      | 65        | 8     |  |
| Lens II                | 2020–21                    | Championnat National 2     | 1         | 0    | —         | —    | —           | —           | —         | —      | 1         | 0     |  |
| Lens                   | 2020–21                    | Ligue 1                    | 33        | 3    | 1         | 0    | —           | —           | —         | —      | 34        | 1     |  |
| Lens                   | 2021–22                    | Ligue 1                    | 37        | 5    | 3         | 0    | —           | —           | —         | —      | 40        | 3     |  |
| Lens                   | Total                      | Total                      | 70        | 8    | 4         | 0    | —           | —           | —         | —      | 74        | 4     |  |
| Olympique de Marseille | 2022–23                    | Ligue 1                    | 34        | 2    | 2         | 0    | —           | —           | —         | 42     | 2         |       |  |
| Olympique de Marseille | 2023–24                    | Ligue 1                    | 27        | 3    | 2         | 0    | 14          | 2           | —         | —      | 43        | 5     |  |
| Olympique de Marseille | Total                      | Total                      | 61        | 5    | 4         | 0    | 20          | 2           | —         | —      | 85        | 7     |  |
| Total na carreira      | Total na carreira          | Total na carreira          | 342       | 38   | 17        | 1    | 20          | 2           | —         | —      | 379       | 39    |  |

1. Aparições na Liga dos Campeões da UEFA
2. ↑  Duas partidas na Liga dos Campeões da UEFA, doze partidas e dois gols na Liga Europa da UEFA

### Internacional
- Atualizado até 25 de setembro de 2022[10]

| Seleção | Ano   | Aparições | Gols |
| ------- | ----- | --------- | ---- |
| França  | 2022  | 6         | 0    |
| Total   | Total | 6         | 0    |

## Títulos

### Arminia Bielefeld
- Segunda Divisão Alemã: 2019–20

### Prêmios individuais
- Seleção da Ligue 1: 2020–21[11] e 2021–22[12]

### Líder de assistências
- Liga Europa da UEFA de 2023–24: (6 assistências)